# Gaál József Ignác
Gaál József Ignác (Mór, 1777. december 6. – Veszprém, 1842. szeptember 23.) apát, kanonok.

## Élete
Gaál József, a Berényi grófok tisztje és Arregel Katalin fia volt. Középiskoláit Székesfehérvárt és Pécsett a bölcseletiekkel együtt végezte 1795-ben, ezután októberben a pécsi egyházmegyei papnövendékek közé lépett. 1796-ban a veszprémi papnevelőbe küldték, ahol teológiai tanulmányai végeztével 1799 novemberében a püspöki udvarba vették fel és szentszéki jegyző lett. 1800-ban misés pappá szentelték, 1802-ben szentszéki ülnökké s a püspöki líceumban teológiai tanárrá nevezték ki. 1803-ban a papnevelő intézet helyettes rektora, 1809-ben zsámbéki plébános, 1824-ben alesperes, 1838. február 3-án veszprémi kanonok, később ugrai apát, főesperes és alapítványi igazgató lett.

## Munkái
- Historiae religionis et ecclesiae christianae prolegomena. Albae-Regiae, 1808. (Ism. Annalen der Literatur und Kunst in dem österr. Kaiserthum 1809. 79. l.)